# Kuranstalt
Eine Kuranstalt ist ein Haus oder eine Organisation, in der medizinische Kuren angeboten werden. Die Kurhäuser haben sehr verschiedene Größen und befinden sich in der Regel in Bade- oder Kurorten, vereinzelt als Luftkurort auch im Gebirge.

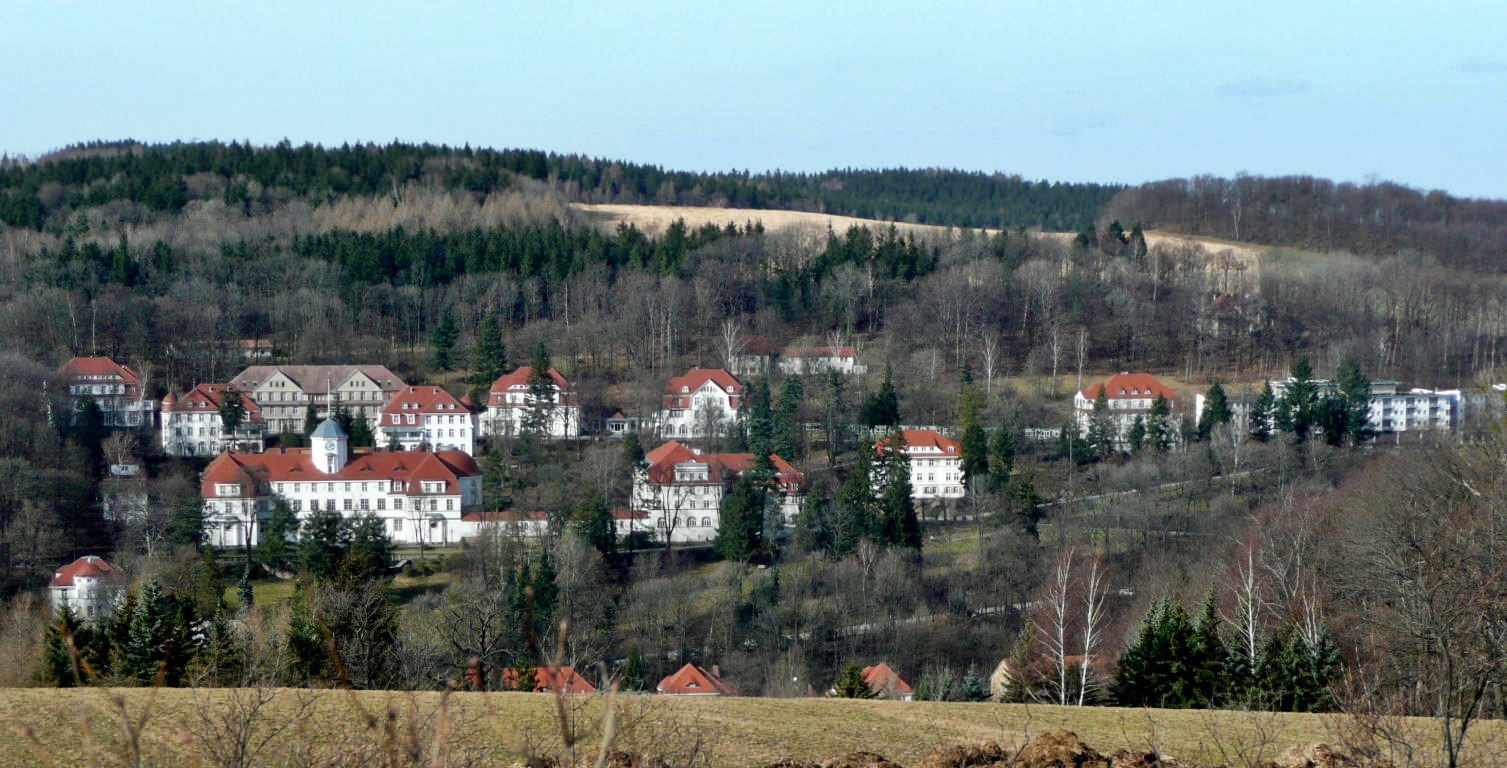
Blick auf die Kurhäuser des Gesundheitsparkes in Bad Gottleuba. Um das Kurmittelhaus (links) gruppieren sich in einer 28 ha großen Parkanlage über 30 weitere Kurhäuser, die heute zu fünf Fachkliniken zusammengefasst sind.

Kurorte wie Thermal-, Schwefel- oder Mineralbäder haben ihre speziellen medizinischen Vorzüge für verschiedene Organe oder Krankheiten, wodurch sich die Angebote der Kuranstalten und ihre Anwendungen unterscheiden.
Oft haben sie ein eigenes Kurmittelhaus oder zumindest einen Kurbereich (Bädertrakt, Kurzone, Trinkhalle etc.), in dem bis auf letzteren Fall absolute Ruhe erwünscht ist.
Typische Kurmittel und Kur-Anwendungen sind – in der Regel nach der Erst-untersuchung oder Aussprache mit dem Kurarzt:
- Schwefel- und Thermalbäder
- Moorbäder
- Trinkkuren
- gymnastisches Turnen und Heilgymnastik
- Massage, entspannendes Wandern etc.
- Wickel verschiedener Art (nicht nur bei Kneippkuren)

In Deutschland wurde seit 2001 der Begriff der Kur im Sozialgesetzbuch weitgehend durch den Begriff der medizinischen Rehabilitation ersetzt. Die sozialrechtlichen Grundlagen der Rehabilitation finden sich hauptsächlich im SGB IX. Mit Ausnahme der Nach- und Festigungskuren nach § 31 Abs. 1 Satz 2 SGB VI übernimmt die gesetzliche Sozialversicherung seit 2001 keine Kosten für Kuren mehr.
Durchschnittlich kostet eine Kur für den Selbstzahler in Deutschland pro Tag etwa 50 bis 200 Euro.
Siehe auch: Liste von Kurorten in Deutschland